# Cryptanura veraepacis
Cryptanura veraepacis är en stekelart som först beskrevs av Cameron 1885.  Cryptanura veraepacis ingår i släktet Cryptanura och familjen brokparasitsteklar. Inga underarter finns listade i Catalogue of Life.